# Leonid Spirin
Leonid Spirin   (raion d'Odintsovo, 21 de juny de 1932 - Moscou, 23 de febrer de 1982) fou un atleta rus, especialista en marxa atlètica, que va competir sota bandera de la Unió Soviètica durant la dècada de 1950.
El 1956 va prendre part en els Jocs Olímpics d'Estiu de Melbourne, on guanyà la medalla d'or en els 20 quilòmetres marxa del programa d'atletisme.
En el seu palmarès també destaca una medalla de plata en els 20 quilòmetres marxa del Campionat d'Europa d'atletisme de 1958, rere Stan Vickers, i als World Student Games de 1957. El 1958 guanyà el campionat soviètic dels 20 quilòmetres marxa. Va establir diferents rècords mundials de marxa entre 1956 i 1959.
Un cop retirat exercí d'entrenador a Moscou.

## Millors marques
- 20 quilòmetres marxa. 1h 27' 29" (1959)[1][5]